# Тіна Чарлз
Тіна Чарлз (англ. Tina Charles, 5 грудня 1988) — американська баскетболістка, олімпійська чемпіонка.

## Виступи на Олімпіадах
| Олімпіада   | Дисципліна | Місце |
| ----------- | ---------- | ----- |
| Лондон 2012 | баскетбол  | 1     |

## Зовнішні посилання
- Досьє на sport.references.com

1. 1 2  FIBA database